# گمینا کووبیل
گمینا کووبیل (به لهستانی:  Gmina Kołbiel) یک گمینا در لهستان است که در شهرستان اوتووتسک واقع شده‌است. گمینا کووبیل ۱۰۶٫۴۴ کیلومتر مربع مساحت و ۷٬۹۸۰ نفر جمعیت دارد.